# 50537 Emilianobiscardi
50537 Emilianobiscardi è un asteroide della fascia principale. Scoperto nel 2000, presenta un'orbita caratterizzata da un semiasse maggiore pari a 2,423899 UA e da un'eccentricità di 0,152098, inclinata di 4,503005° rispetto all'eclittica.